# Elizabeth 2. af Storbritanniens anetavle
| P                                       | I                                        | II                                                               | III                                                                   |
| --------------------------------------- | ---------------------------------------- | ---------------------------------------------------------------- | --------------------------------------------------------------------- |
| Proband: Elizabeth 2. af Storbritannien | Far: George 6. af Det Forenede Kongerige | Farfar: George 5. af Storbritannien                              | Farfars far: Edvard 7. af Det Forenede Kongerige                      |
| Proband: Elizabeth 2. af Storbritannien | Far: George 6. af Det Forenede Kongerige | Farfar: George 5. af Storbritannien                              | Farfars mor: Alexandra af Danmark                                     |
| Proband: Elizabeth 2. af Storbritannien | Far: George 6. af Det Forenede Kongerige | Farmor: Mary af Teck                                             | Farmors far: Franz af Teck                                            |
| Proband: Elizabeth 2. af Storbritannien | Far: George 6. af Det Forenede Kongerige | Farmor: Mary af Teck                                             | Farmors mor: Mary Adelaide af Cambridge                               |
| Proband: Elizabeth 2. af Storbritannien | Mor: Elizabeth Bowes-Lyon                | Morfar: Claude Bowes-Lyon, 14th Earl of Strathmore and Kinghorne | Morfars far: Claude Bowes-Lyon, 13th Earl of Strathmore and Kinghorne |
| Proband: Elizabeth 2. af Storbritannien | Mor: Elizabeth Bowes-Lyon                | Morfar: Claude Bowes-Lyon, 14th Earl of Strathmore and Kinghorne | Morfars mor: Frances Bowes-Lyon, Countess of Strathmore and Kinghorne |
| Proband: Elizabeth 2. af Storbritannien | Mor: Elizabeth Bowes-Lyon                | Mormor: Cecilia Cavendish-Bentinck                               | Mormors far: Charles Cavendish-Bentinck                               |
| Proband: Elizabeth 2. af Storbritannien | Mor: Elizabeth Bowes-Lyon                | Mormor: Cecilia Cavendish-Bentinck                               | Mormors mor: Carolina Burnaby                                         |